# Podlesice (Silésie)
Pour les articles homonymes, voir Podlesice.
Podlesice est une localité polonaise de la gmina de Kroczyce, située dans le powiat de Zawiercie en voïvodie de Silésie.